# セバスチャン・ロバーツ
サー・セバスチャン・ジョン・レックミア・ロバーツ（英語: Sir Sebastian John Lechmere Roberts. KCVO, OBE 1954年1月7日 - 2023年3月9日）は、イギリス陸軍の退役軍人。最終階級は陸軍少将（Major General）。

## 略歴
オールダーショット生まれ。アンプルフォース校を経てオックスフォード大学ベイリアル・カレッジを卒業。1977年、陸軍少尉に任官されて近衛アイルランド連隊に入隊。
2003年に王室師団長兼ロンドン管区司令長官に任じられる。2007年、王立防衛学大学の上級陸軍代表（Senior Army Representative）となった。2008年から2011年にかけて近衛アイルランド連隊の連隊長（Colonel、名誉職）を務めた。後任はケンブリッジ公爵ウィリアム王子。2010年に退役。
2023年3月9日に死去。69歳没。

## 人物
家族は妻エリザベスとの間に子供4人。

## 著作
- Soldiering: The Military Covenant（1998年）[3]